# Aconitum firmum
Aconitum firmum är en ranunkelväxtart. Aconitum firmum ingår i släktet stormhattar, och familjen ranunkelväxter.

## Underarter
Arten delas in i följande underarter:
- A. f. bucovinense
- A. f. firmum
- A. f. maninense
- A. f. moravicum
- A. f. paxii
- A. f. zapalowiczii
- A. f. portae-ferratae

## Bildgalleri

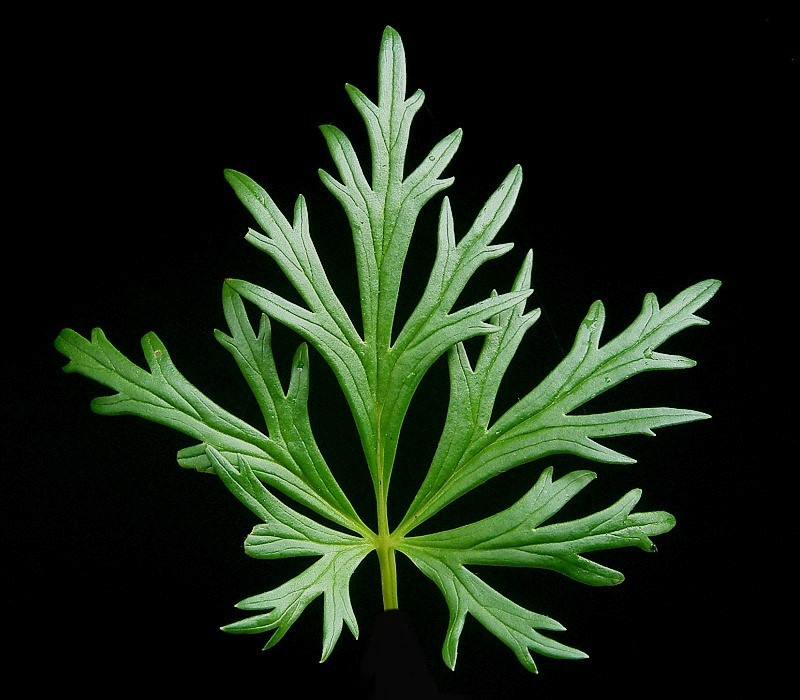
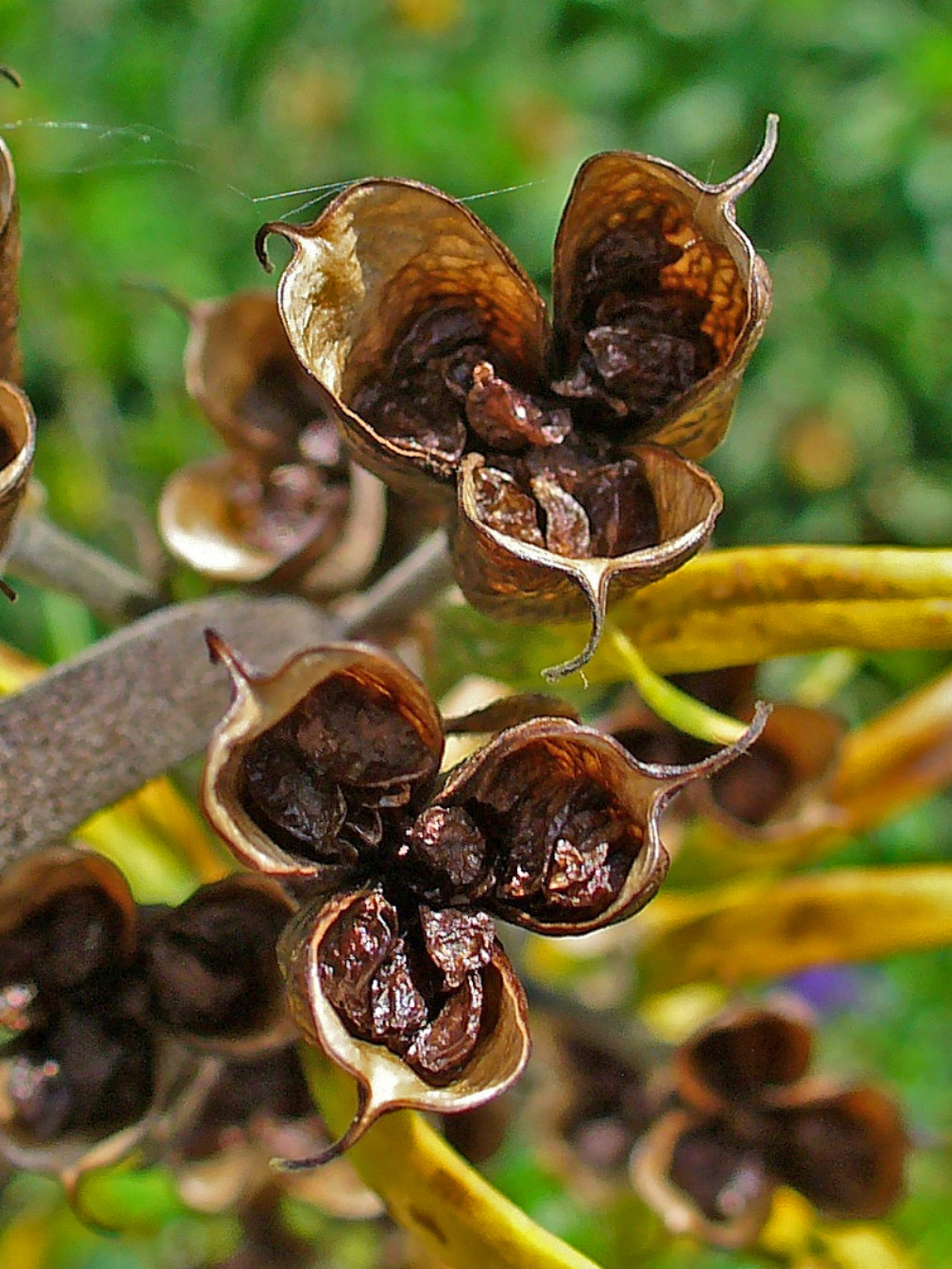
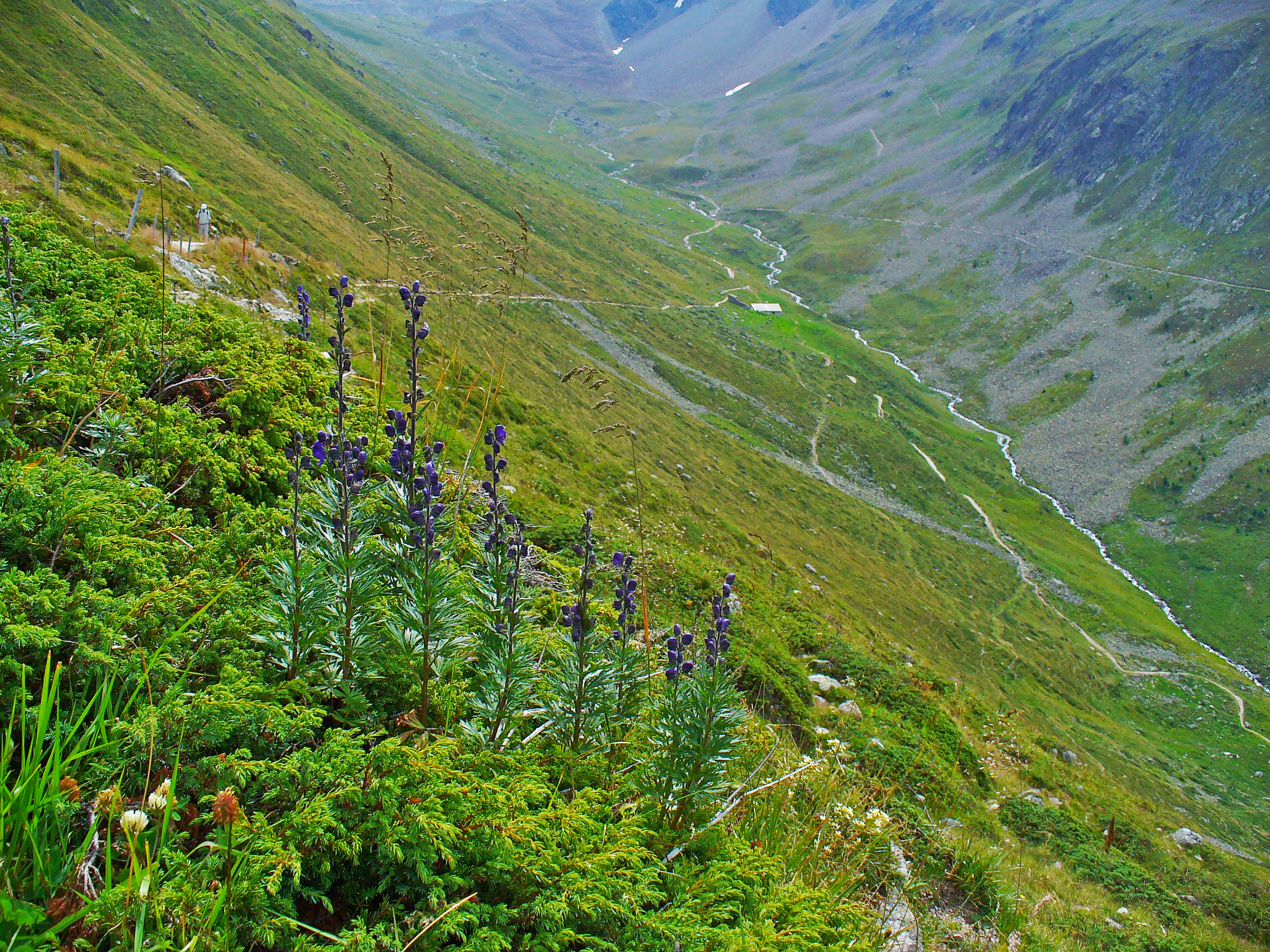